# Reninus seminitens
Reninus seminitens är en skalbaggsart som beskrevs av Schmidt 1893. Reninus seminitens ingår i släktet Reninus och familjen stumpbaggar. Inga underarter finns listade i Catalogue of Life.